# Axel Disasi
Axel Wilson Arthur Disasi Mhakinis Belho (sinh ngày 11 tháng 3 năm 1998) là một cầu thủ bóng đá chuyên nghiệp người Pháp hiện đang thi đấu ở vị trí trung vệ cho câu lạc bộ Premier League Aston Villa dưới dạng cho mượn từ câu lạc bộ Chelsea và đội tuyển bóng đá quốc gia Pháp.

## Sự nghiệp câu lạc bộ

### Paris FC
Disasi bắt đầu sự nghiệp bóng đá của anh với Villiers-le-Bel JS ở Villiers-le-Bel, một đô thị thuộc vùng ngoại ô Paris và anh tham gia gián tiếp đội trẻ của Paris FC thông qua USM Senlis vào năm 2014. Sau đó, anh gia nhập đội dự bị của Paris FC, Paris FC B, cho mùa giải 2015–16 và chơi trận đầu tiên cho đội một ở Ligue 2 vào ngày 11 tháng 12 năm 2015 trong trận thua 0–1 trên sân nhà trước RC Lens. Anh cũng đá chính trong trận tiếp theo và trong lần ra sân thứ ba vào ngày 8 tháng 1, anh ghi bàn thắng duy nhất cho đội mình trong trận thua 1–3 trên sân nhà trước FC Tours. Trong phần còn lại của mùa giải 2015–16, anh không thi đấu thêm trận nào tại Ligue 2.

### Reims
Vào tháng 7 năm 2016, Disasi gia nhập Reims, đội đã xuống hạng từ giải đấu hàng đầu Ligue 1 mùa trước. Sau khi gia nhập Reims, anh chơi cho đội dự bị, Reims II, trong suốt mùa giải 2016–17 và được sử dụng trong một trận đấu cho đội một. Anh đá chính trong ngày thi đấu đầu tiên của mùa giải 2017–18 trong chiến thắng 1–0 trên sân nhà trước Nîmes Olympique và đồng thời ghi bàn thắng đầu tiên và duy nhất ở phút thứ 53. Tiếp theo đó, anh trở thành lựa chọn thứ ba trong hàng trung vệ bởi huấn luyện viên trưởng David Guion và do đó chỉ thi đấu lẻ tẻ. Vào mùa xuân năm 2018, anh chơi sáu trận liên tiếp ở Ligue 2 nhưng cuối cùng không tạo được đột phá nào và kết thúc mùa giải với 13 lần ra sân và một bàn thắng. Anh đã giành chức vô địch cùng Reims cũng trong mùa giải đó và sau đó, Reims được thăng hạng trở lại Ligue 1 sau hai năm vắng bóng. Trong mùa giải 2018–19, anh chỉ được sử dụng trong 4 trận đấu ở Ligue 1. Trong mùa giải 2019–20, anh có mặt trong đội hình xuất phát của Guion và khẳng định mình là trung vệ đá chính cùng với Yunis Abdelhamid giàu kinh nghiệm hơn. Trong mùa giải bị rút ngắn do đại dịch COVID-19, anh đã chơi 27 trận ở Ligue 1 và ghi được một bàn thắng.

### Monaco
Vào ngày 7 tháng 8 năm 2020, Disasi hoàn tất vụ chuyển nhượng từ Reims sang Monaco với trị giá 13 triệu euro. Anh đã ký hợp đồng 5 năm với câu lạc bộ. Vào ngày 23 tháng 8, Disasi có trận ra mắt ở Ligue 1 trước câu lạc bộ cũ Reims. Anh ghi một bàn thắng trong trận đấu này và Monaco kết thúc trận đấu này với tỷ số 2–2.

### Chelsea
Vào ngày 4 tháng 8 năm 2023, Disasi ký hợp đồng có thời hạn 6 năm với Chelsea tại Premier League với trị giá 45 triệu euro. Anh ghi bàn thắng đầu tiên trong trận ra mắt của anh cho Chelsea vào ngày 13 tháng 8 ở phút thứ 37 trong trận hòa 1–1 trên sân nhà trước Liverpool và đây cũng là trận đấu đầu tiên của Chelsea tại Premier League 2023–24. Một trong những đồng đội rất thân thiết của anh ở Chelsea là Benoît Badiashile, người đã ca ngợi và đánh giá cao anh và cho rằng họ tạo thành một bộ đôi phòng ngự giỏi. Ngoài ra, họ cũng từng thi đấu cùng nhau tại AS Monaco và cả hai đều được Chelsea ký hợp đồng với mức phí chuyển nhượng tổng cộng là 75 triệu bảng Anh. Vào ngày 18 tháng 2 năm 2024, anh đã có màn trình diễn xuất sắc nhất trận đấu với nhà vô địch Manchester City trong trận hòa 1–1 trên sân khách với 16 lần phá bóng, số lần phá bóng nhiều nhất đối với một cầu thủ Chelsea tại giải đấu trong tám mùa giải.

#### Cho mượn tại Aston Villa
Vào ngày 4 tháng 2 năm 2025, Disasi gia nhập câu lạc bộ Aston Villa tại Premier League dưới dạng cho mượn trong phần còn lại của mùa giải 2024–25 với mức phí cho mượn là 5 triệu bảng Anh.

## Sự nghiệp quốc tế
Disasi được triệu tập lên Đội tuyển bóng đá U-20 quốc gia Cộng hòa Dân chủ Congo để tham dự Jeux de la Francophonie 2017 vì anh có nguồn gốc từ Cộng hòa Dân chủ Congo.
Disasi từng là cầu thủ trẻ của Pháp và vào ngày 14 tháng 11 năm 2022, anh được triệu tập lên Đội tuyển bóng đá quốc gia Pháp để tham dự FIFA World Cup 2022 và để đồng thời thay thế cho Presnel Kimpembe bị chấn thương. Vào ngày 30 tháng 11, anh có trận ra mắt trong trận thua 1–0 ở vòng bảng trước Tunisia và anh cũng trở thành cầu thủ Pháp ra mắt đội tuyển quốc gia tại một kỳ World Cup kể từ năm 1966. Disasi tiếp tục góp mặt trong chiến thắng 3–1 của Pháp trước Ba Lan ở vòng 16 vào ngày 4 tháng 12 và anh cùng các đồng đội chứng kiến thất bại trên chấm phạt đền sau trận hòa 3–3 trước Argentina trong trận chung kết vào ngày 18 tháng 12.

## Đời tư
Disasi sinh ngày 11 tháng 3 năm 1998 tại Gonesse, Pháp. Cha anh đến từ Cộng hòa Dân chủ Congo và định cư ở Pháp vào đầu những năm 1980.

## Thống kê sự nghiệp

### Câu lạc bộ
Tính đến 20 tháng 1 năm 2025
| Câu lạc bộ          | Mùa giải            | Giải vô địch           | Giải vô địch | Giải vô địch | Cúp quốc gia | Cúp quốc gia | Cúp Liên đoàn | Cúp Liên đoàn | Châu lục | Châu lục | Khác | Khác | Tổng cộng | Tổng cộng |
| Câu lạc bộ          | Mùa giải            | Hạng đấu               | Trận         | Bàn          | Trận         | Bàn          | Trận          | Bàn           | Trận     | Bàn      | Trận | Bàn  | Trận      | Bàn       |
| ------------------- | ------------------- | ---------------------- | ------------ | ------------ | ------------ | ------------ | ------------- | ------------- | -------- | -------- | ---- | ---- | --------- | --------- |
| Paris FC II         | 2015–16             | CFA 2                  | 19           | 2            | —            | —            | —             | —             | —        | —        | —    | —    | 19        | 2         |
| Paris FC            | 2015–16             | Ligue 2                | 3            | 1            | 1            | 0            | 0             | 0             | —        | —        | —    | —    | 4         | 1         |
| Reims II            | 2016–17             | CFA                    | 21           | 1            | —            | —            | —             | —             | —        | —        | —    | —    | 21        | 1         |
| Reims II            | 2017–18             | Championnat National 2 | 2            | 0            | —            | —            | —             | —             | —        | —        | —    | —    | 2         | 0         |
| Reims II            | 2018–19             | Championnat National 2 | 13           | 1            | —            | —            | —             | —             | —        | —        | —    | —    | 13        | 1         |
| Reims II            | Tổng cộng           | Tổng cộng              | 36           | 2            | —            | —            | —             | —             | —        | —        | —    | —    | 36        | 2         |
| Reims               | 2016–17             | Ligue 2                | 1            | 0            | 0            | 0            | 0             | 0             | —        | —        | —    | —    | 1         | 0         |
| Reims               | 2017–18             | Ligue 2                | 13           | 1            | 1            | 0            | 1             | 0             | —        | —        | —    | —    | 15        | 1         |
| Reims               | 2018–19             | Ligue 1                | 4            | 0            | 0            | 0            | 1             | 0             | —        | —        | —    | —    | 5         | 0         |
| Reims               | 2019–20             | Ligue 1                | 27           | 1            | 1            | 0            | 4             | 0             | —        | —        | —    | —    | 32        | 1         |
| Reims               | Tổng cộng           | Tổng cộng              | 45           | 2            | 2            | 0            | 6             | 0             | —        | —        | —    | —    | 53        | 2         |
| Monaco              | 2020–21             | Ligue 1                | 29           | 3            | 6            | 0            | —             | —             | —        | —        | —    | —    | 35        | 3         |
| Monaco              | 2021–22             | Ligue 1                | 32           | 1            | 4            | 0            | —             | —             | 9        | 2        | —    | —    | 45        | 3         |
| Monaco              | 2022–23             | Ligue 1                | 38           | 3            | 1            | 0            | —             | —             | 10       | 3        | —    | —    | 49        | 6         |
| Monaco              | Tổng cộng           | Tổng cộng              | 99           | 7            | 11           | 0            | —             | —             | 19       | 5        | —    | —    | 129       | 12        |
| Chelsea             | 2023–24             | Premier League         | 31           | 2            | 6            | 0            | 7             | 1             | —        | —        | —    | —    | 44        | 3         |
| Chelsea             | 2024–25             | Premier League         | 6            | 1            | 1            | 0            | 2             | 0             | 8        | 1        | 0    | 0    | 17        | 2         |
| Chelsea             | Tổng cộng           | Tổng cộng              | 37           | 3            | 7            | 0            | 9             | 1             | 8        | 1        | 0    | 0    | 61        | 5         |
| Aston Villa (mượn)  | 2024–25             | Premier League         | 0            | 0            | 0            | 0            | 0             | 0             | 0        | 0        | 0    | 0    | 0         | 0         |
| Tổng cộng sự nghiệp | Tổng cộng sự nghiệp | Tổng cộng sự nghiệp    | 239          | 17           | 21           | 0            | 15            | 1             | 27       | 6        | 0    | 0    | 302       | 24        |

1. ↑  Bao gồm Coupe de France và FA Cup
2. ↑  Bao gồm Coupe de la Ligue và EFL Cup
3. ↑  Ra sân ba lần tại UEFA Champions League, ra sân sáu lần và ghi hai bàn thắng tại UEFA Europa League
4. ↑  Ra sân hai lần và ghi một bàn thắng tại UEFA Champions League, ra sân tám lần và ghi bàn hai lần UEFA Europa League
5. ↑  Ra sân tại UEFA Conference League

### Quốc tế
Tính đến 21 tháng 11 năm 2023
| Đội tuyển quốc gia | Năm       | Trận | Bàn |
| ------------------ | --------- | ---- | --- |
| Pháp               | 2022      | 3    | 0   |
| Pháp               | 2023      | 2    | 0   |
| Tổng cộng          | Tổng cộng | 5    | 0   |

## Danh hiệu

### Câu lạc bộ
Reims
- Ligue 2: 2017–18

Chelsea
- Á quân EFL Cup: 2023–24

### Đội tuyển quốc gia
Pháp
- Á quân FIFA World Cup: 2022